# Frank Merriam
Frank Finley Merriam, född 22 december 1865 i Hopkinton i Delaware County, Iowa, död 25 april 1955 i Long Beach, Kalifornien, var en amerikansk republikansk politiker. Han var den 28:e guvernören i delstaten Kalifornien 1934–1939.

## Biografi
Merriam inledde sin politiska karriär i Iowa, där han var ledamot av delstatens lagstiftande församling. Han flyttade 1910 till Kalifornien och blev 1916 invald i California State Assembly, underhuset i Kaliforniens lagstiftande församling. Han var Friend Richardsons kampanjchef i 1922 års guvernörsval och James Rolphs viceguvernör 1931-1934.
Han tillträdde som guvernör när Rolph avled. Merriam vann 1934 års guvernörsval med 48% av rösterna. Demokraten och tidigare medlemmen av Socialist Party of America Upton Sinclair fick 37%. Merriam fick starkt stöd av William Randolph Hearsts tidningar i valet. I 1938 års guvernörsval förlorade Merriam mot demokraten Culbert Olson.